# KeePass Password Safe
KeePass Password Safe è un software open source per la gestione di password, creato per piattaforma Windows e compatibile con Linux, macOS e, attraverso varianti non ufficiali, con ulteriori sistemi operativi.

## Caratteristiche

### Gestione delle password
Le password memorizzate nell'applicazione possono essere divise in gruppi; ogni gruppo ha una sua icona, che lo identifica. Le icone standard possono essere cambiate dall'utente e rimpiazzate con altre, incluse nell'applicazione.
Si possono aggiungere altri gruppi oltre a quelli predefiniti, oppure dei sottogruppi (creando così una struttura ad albero).
KeePass tiene traccia dell'orario di creazione, modifica, ultimo accesso e scadenza per ogni password contenuta. Ogni singola password può avere un'icona ad essa associata.

### Importazione ed esportazione
La lista delle password può essere esportata, salvandola nei formati TXT, HTML, XML e CSV. I file XML possono essere usati in altre applicazioni e importati nuovamente in KeePass con un plugin. Il file CSV è compatibile con altri programmi di gestione per le password come Password Keeper (commerciale e closed-source) e Password Agent (anch'esso closed-source). Inoltre i file CSV possono essere importati da applicazioni come Microsoft Excel o LibreOffice Calc; i file esportati da questi ultimi due programmi, oppure i file TXT prodotti dall'applicazione CodeWalletPro (commerciale e closed-source), possono essere importati nel database di KeePass.
La compatibilità con i vari formati può essere estesa con l'uso di plugin. Per l'esportazione in HTML si può associare un file CSS per aggiungere uno stile alla pagina.

### Completamento automatico, combinazioni di tasti globali, copia negli appunti

Funzione di completamento automatico inclusa in KeePass Password Safe

Il programma supporta il completamento automatico, le combinazioni di tasti globali e il drag-and-drop: KeePass può essere minimizzato e può compilare le informazioni dell'elemento correntemente selezionato, in finestre di dialogo, moduli web, etc. In particolare, l'attività di completamento automatico, si avvia quando il programma stesso è in esecuzione (con il database aperto) e viene premuta la combinazione di tasti apposita. Tutti i campi (Titolo, username, password, ecc.) possono essere trascinati nelle altre finestre, per essere scritti.
La funzione di copia negli appunti permette di copiare ogni campo della lista delle password, negli appunti di Windows, per essere utilizzata. KeePass vuota automaticamente gli appunti, allo scadere di un certo tempo e ha una protezione contro i programmi che monitorizzano tale possibilità (in pratica, evita che malware abbiano la notifica che il contenuto degli appunti stessi è stato modificato) e ha una funzione che permette di usare il contenuto del programma di Windows una volta sola, prima che le informazioni ivi contenute vengano cancellate in automatico.

### Browser compatibili
La funzione di auto-completamento è compatibile con tutte le versioni di Windows e le varie versioni di browser Internet Explorer di Microsoft. L'estensione KeeForm permette di aprire siti con Internet Explorer e Mozilla Firefox e di riempire i campi con i dettagli dell'utente, in automatico. Per Internet Explorer esiste anche un'integrazione sotto forma di barra degli strumenti.

### Generatore di password integrato

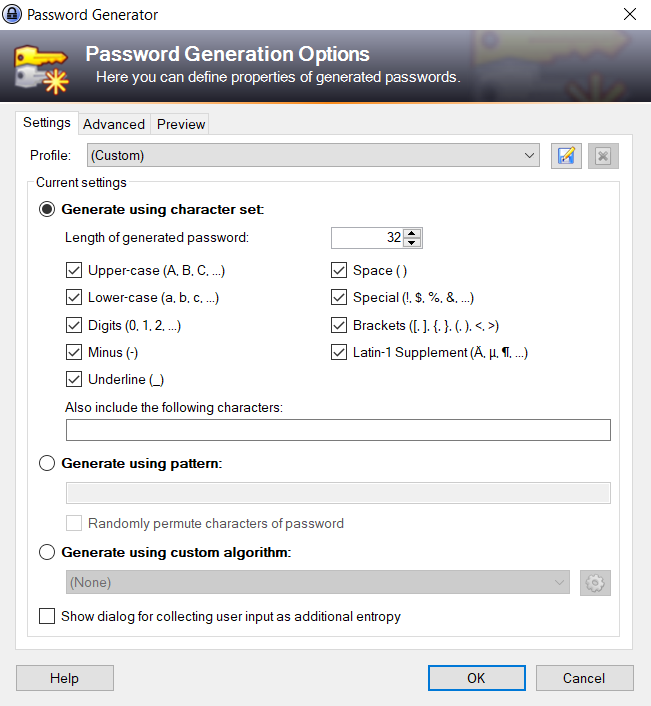
Interfaccia del generatore automatico di password integrato in KeePass Password Safe

KeePass presenta un generatore di password integrato che produce password casuali data la loro complessità in bit. Per aumentare il livello di casualità della password (e quindi la sicurezza), viene impiegato il movimento del mouse e l'immissione di caratteri casuali.

### Plugin
KeePass può utilizzare vari plugin, che possono eseguire i compiti più svariati. Dal relativo sito web è possibile scaricare plugin per la compatibilità, per il backup di database, per l'automazione di alcuni compiti, ecc. Tuttavia, dato che i plugin vengono compilati da autori indipendenti e hanno un accesso completo alle varie password, essi costituiscono un rischio per la sicurezza delle informazioni custodite.

## Altre versioni
- KeePassX, clone multipiattaforma per Linux e macOS, compilato usando la versione 4.3 del Qt libraries. I database creati da KeePassX 0.2.2 sono compatibili con i database creati dalla versione 1.06 di KeePass;
- KeePassXC: gestore di password libero e open source. È iniziato come un fork di KeePassX (a sua volta fork di KeePass). È realizzato utilizzando le librerie Qt5: è quindi un'applicazione multipiattaforma che può essere eseguita su Linux, Windows e MacOS;
- KyPass per iPhone/iPad, un fork di MyKeePass con il supporto per Dropbox;
- 7Pass per Windows Phone, una versione di KeePass per Windows Phone 7;
- KeePass per Blackberry, una versione per Blackberry;
- KeePassMobile, versione KeePass per cellulari (Java ME);
- KeePassJ2ME, una versione Java ME di KeePass per cellulari;
- iKeePass una versione di KeePass per iPhone, compatibile con le versioni 1.x;
- MyKeePass per iPhone, compatibile con le versioni 1.x e 2.x;
- KeePassDroid, versione KeePass per la piattaforma Android;
- KeePass for SmartDevices, una versione KeePass per sistemi Windows Mobile e Pocket PC.